# 古井貞熙

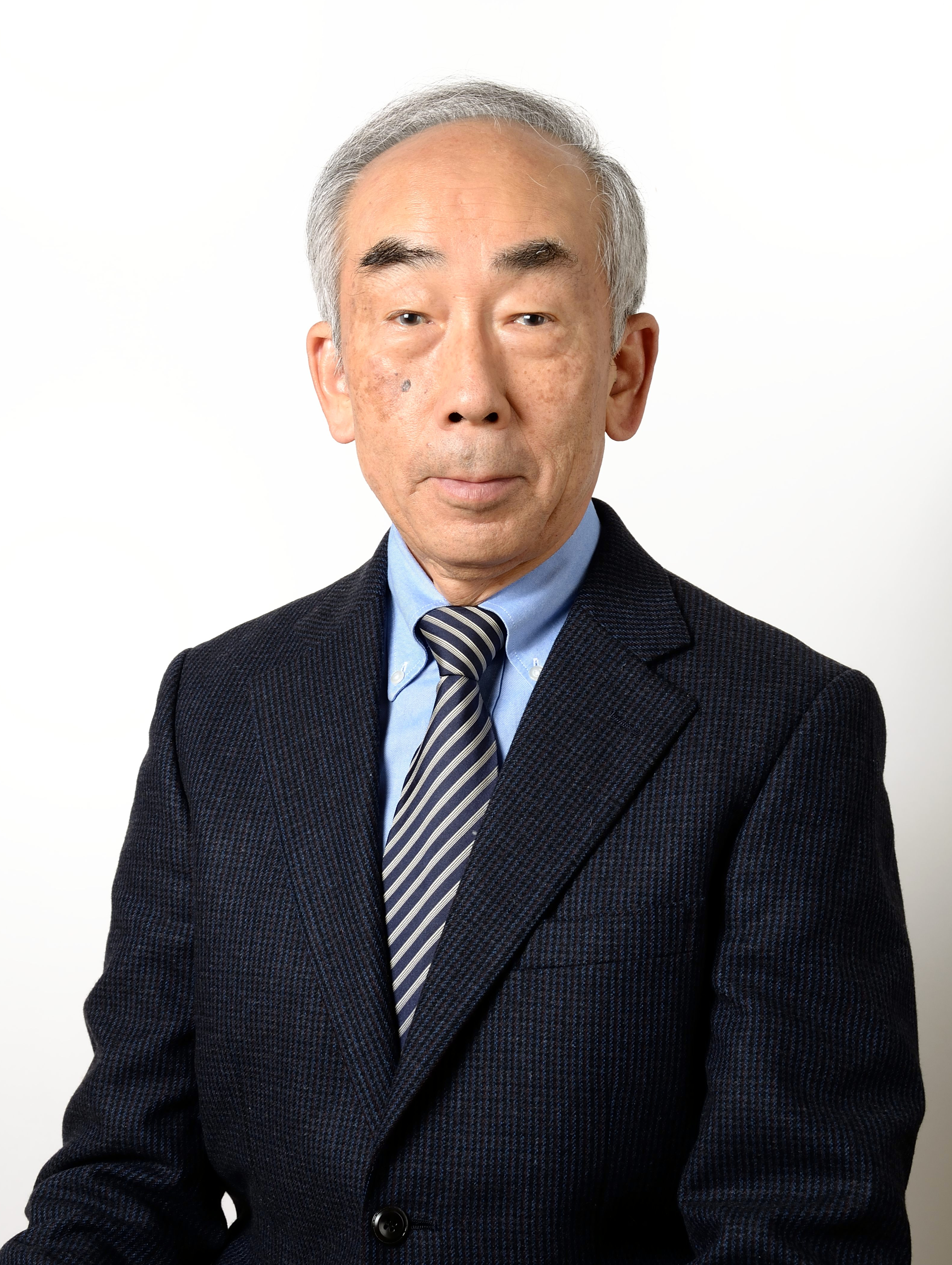
文化功労者顕彰に際して公表された肖像写真

古井 貞熙（ふるい さだおき、1945年〈昭和20年〉9月9日 - 2022年〈令和4年〉7月31日）は、日本の音声処理の研究者。東京工業大学名誉教授、豊田工業大学シカゴ校元学長、元理事長。位階勲等は正四位瑞宝重光章。

## 学歴
- 音声波に含まれる個人性情報の研究, 工学博士, 東京大学, 1978年.
- 東京大学 工学系研究科 計数工学 修士 修了（1970年）
- 東京大学 工学部 計数工学科 卒業（1968年）

## 職歴
- 日本電信電話公社 研究員（1970年 - ）
- 米国ベル研究所 客員研究員（1978年 - ）
- 日本電信電話公社 研究員（1979年 - ）
- NTT基礎研究所第四研究室 室長（1986年 - ）
- NTTヒューマンインタフェース研究所 部長（1989年 - ）
- NTTヒューマンインタフェース研究所 特別研究室長（1991年 - ）
- 東京工業大学 客員教授（1994年 - ）
- 東京工業大学 教授（1997年 - ）
- 東京工業大学 名誉教授・特命教授（2011年 - ）
- 豊田工業大学シカゴ校 学長（2013年 - ）

## 委員歴
- 日本音響学会 理事（1989年 - ）
- 日本音響学会 会長（2001年 - 2003年）
- 電子情報通信学会 編集委員長（2001年 - ）
- International Speech Communication Association 会長（2001年 - ）
- IEEE 理事（2001年 - ）

## 受賞
- 大川賞（2013年3月）, 大川情報通信基金
- IEEE James L. Flanagan Speech and Audio Processing Award（2010年3月） IEEE
- 日本放送協会放送文化賞（2012年3月）, 日本放送協会
- ISCA Medal for Scientific Achievement（2009年9月）, International Speech Communication Association(ISCA)

## 栄典・顕彰
- 2006年（平成18年）11月3日 - 紫綬褒章[2][3]
- 2016年（平成28年）11月3日 - 文化功労者[4]
- 2022年（令和4年）7月31日 - 正四位[1]
- 2022年（令和4年）7月31日 - 瑞宝重光章[1]